# Lappberget
De Lappberget is een heuvel in het noorden van Zweden. De heuvel van ongeveer 220 meter hoog biedt uitzicht over het stadje Överkalix en de rivier Kalixälven en ligt in de gemeente Överkalix.
De Lappberget wordt soms Lappberg genoemd, maar dat geeft verwarring met het stationnetje van Lappberg aan de Ertsspoorlijn, 250 km verderop.